# 第五号小提琴奏鸣曲 (贝多芬)
F大調第5號小提琴奏鳴曲，作品24，是路德维希·范·贝多芬创作的小提琴奏鸣曲。它通常被称为《春天奏鸣曲》（德語：Frühlingssonate），于1801年出版。贝多芬把这首曲子献给了莫里兹·冯·弗里斯（Moritz von Fries）伯爵。同年，贝多芬还献给他另外两首作品-C大调弦乐五重奏和第四号小提琴奏鸣曲。

## 分析

### 樂章結構
这首曲子分为四个乐章： 
1. Allegro（快板）
2. Adagio molto espressivo (极富有表情的慢板)
3. Scherzo (诙谐曲) ： Allegro molto (急速地）
4. Rondo: Allegro (回旋曲) ： Allegro ma non troppo (不太过分的快）

诙谐曲及其中段尤为简短。 整个奏鸣曲的演奏时间大约为22分钟。 贝多芬去世后，此曲目被命名为《春天奏鸣曲》。 
此曲目的快板乐章在舞台剧《Fame》和2016年至2019年ABRSM（英国皇家音乐学院联合委员会）的八级弓弦乐考试考纲中都有出现过。
乔纳森·伍尔夫在回顾作曲家费迪南德·里斯的小提琴奏鸣曲Op.8 No.1、Op.16 No.2 和 Op.71的cpo（Classic Produktion Osnabrück/奥斯纳布吕克的经典作品）录音时，乔纳森·伍尔夫评论，Op.8 No.1 奏鸣曲在很大程度上受到了这部作品的启发。 

## 錄音推薦
- Kempff, Wilhelm. Schneiderhan, Wolfgang.  (CD). The Originals. Deutsche Grammophon. Barcode 028946360521.（德文）（英文）

## 參看
- 《克羅采》奏鳴曲